# Essen & Trinken
Essen & Trinken (Eigenschreibweise essen & trinken) ist eine monatlich erscheinende Zeitschrift des Hamburger Verlags Gruner + Jahr. Seit Anfang 2020 erscheint E&T beim Verlag Deutsche Medien-Manufaktur, einem Joint Venture von G&J mit dem Landwirtschaftsverlag Münster.
Die verkaufte Auflage beträgt 82.926 Exemplare, ein Minus von 72,4 Prozent seit 1998.

## Inhalt des Heftes
Essen & Trinken veröffentlicht Kochrezepte, ergänzt durch Unterhaltsames und Nützliches aus der kulinarischen Welt, Reportagen, Berichte über Küchen und Köche, Weine und Winzer. Geschichten über Menschen mit einer besonderen Beziehung zum Essen und Trinken, Restauranttests, Ratschläge rund ums Kochen und Genießen kommen hinzu. Ferner werden nationale und internationale Reisetipps gegeben.

## Entwicklung
1971 konzipierte Angelika Jahr-Stilcken die Idee einer kulinarischen Zeitschrift. Der Verlag Gruner + Jahr gab die Studie Esskultur 1971 in Auftrag. Die daraufhin entwickelte Nullnummer von Essen & Trinken verkaufte sich auf Testmärkten in Braunschweig und Nürnberg erfolgreich. Am 4. Oktober 1972 erschien Ausgabe 1 von Essen & Trinken mit einer Auflage von 400.000 Exemplaren auf dem deutschen Markt.
| 1998   | 1999   | 2000   | 2001   | 2002   | 2003   | 2004   | 2005   | 2006   | 2007   | 2008   | 2009   | 2010   | 2011   | 2012   | 2013   | 2014   | 2015   | 2016   | 2017   | 2018   | 2019   | 2020   | 2021   | 2022  | 2023  | 2024  |
| ------ | ------ | ------ | ------ | ------ | ------ | ------ | ------ | ------ | ------ | ------ | ------ | ------ | ------ | ------ | ------ | ------ | ------ | ------ | ------ | ------ | ------ | ------ | ------ | ----- | ----- | ----- |
| 300021 | 314455 | 297281 | 274538 | 276225 | 239523 | 241163 | 221527 | 218062 | 200423 | 190965 | 171201 | 162647 | 190864 | 209503 | 175689 | 174810 | 155773 | 150714 | 143494 | 126442 | 120487 | 104485 | 101524 | 84102 | 85472 | 82926 |

Von Juli 2016 bis Ende 2019 erschien Essen & Trinken in der G+J Food & Living GmbH & Co. KG, einem Unternehmen der DMM-Verlagsgruppe.

## Redaktion
Monatlich stellen die Köche von Essen & Trinken ihrer Redaktion etwa 180 Rezepte vor, ungefähr 60 davon werden veröffentlicht. Der Anspruch ist dabei, kreative und möglichst originelle Rezepte für die gehobene Küche zu entwickeln. Diese werden dann an einem der elf Kochplätze in der Versuchsküche der Redaktion entwickelt, gekocht und probiert. Anschließend werden diese Gerichte zum Teil im eigenen Fotostudio fotografiert. Für die Rezepte gelten fünf Kriterien: Das Rezept muss nachkochbar, lesbar und möglichst einfach sein, das Gericht muss gut schmecken und gut aussehen. Jedes Rezept wird dreimal gekocht. Im ersten Durchgang wird es entwickelt, beim zweiten Mal wird es für das entsprechende Foto gekocht, beim dritten Mal schließlich von einem Versuchsküchen-Praktikanten zubereitet, um zu gewährleisten, dass es von den Lesern erfolgreich nachgekocht werden kann.
In der Redaktion Essen & Trinken erschien außerdem bis Ende 2023 die Zeitschrift Essen & Trinken für jeden Tag. Die von November 2005 bis Juni 2008 erschienene Zeitschrift Viva! und die von Oktober 2016 bis Januar 2019 erschienene Zeitschrift Essen & Trinken mit Thermomix wurden ebenfalls von der Redaktion erstellt.

## Chefredaktion
Im Juli 2014 übernahm Jan Spielhagen die Chefredaktion von Elisabeth Herzel und Clemens von Luck.
Davor hatte die Zeitschrift folgende Chefredakteure:
- Stephan Schäfer
- Angelika Jahr-Stilcken
- Peter Ploog
- Martin Lagoda
- Eckhard Supp
- Katja Burghardt
- Elisabeth Herzel
- Clemens von Luck

## Fernsehen
1995 kooperierten Essen & Trinken und Fernsehkoch Johann Lafer für eine 26-teilige Kochsendung, die auf 3sat ausgestrahlt wurde.

## Weitere Aktivitäten
Die Kochbücher von Essen & Trinken erscheinen im Verlag Naumann & Göbel.
Essen & Trinken beteiligte sich im Herbst 2006 an der in Köln erstmals stattfindenden Messe eat’n style.
Seit Anfang April 2007 hat Essen & Trinken eine Webpräsenz im Internet.